# عبدالسالم بن مغسوله
عبدالسالم بن مغسوله (انگلیسی: Abdel Salem Ben Magh Soula؛ زادهٔ ۲۰ فوریهٔ ۱۹۶۱) بازیکن هندبال اهل الجزایر بود.